# Michael Hitchman
Michael Hitchman (* 14. Juli 1913 in London, England; † 28. Oktober 1960 ebenda) war ein britischer Schauspieler. Bekannt ist seine Mitwirkung am Sunday-Night Theatre von BBC (1950), der BBC-Miniserie The History of Mr. Polly (1959) und der BBC-Miniserie St. Ives (1960).